# Таволжанка (Харьковская область)
Таволжа́нка (укр. Тавільжанка) — село в Купянском районе Харьковской области Украины, Двуречанская поселковая община.

## Географическое положение
Село Таволжанка находится в балке Таволжанке (Тавалжинке) на впадении реки Сухой Таволжанки (правый приток) в Таволгу (Тавалжинку); Таволга менее чем через 1 км впадает в реку Оскол (левый приток); ниже по течению расположен посёлок Двуречное. В селе расположено Таволжанское водохранилище.
Село расположено в балках Тавалжинка (основная), Сухая Таволжанка и Виднега 3-я и окружено большими лесными массивами урочище Банковский Бор и урочище Великое (сосна).
На расстоянии в 1 км расположена железнодорожная станция Двуречная. Рядом проходит автомобильная дорога Т-2109.

## История
Село основано в 1899 году.
12 июня 2020 года, в соответствии с распоряжением Кабинета министров Украины № 725-р «Об определении административных центров и утверждении территорий территориальных общин Харьковской области», вошло в состав Двуречанского поселкового общества.
17 июля 2020 года, в результате административно-территориальной реформы и ликвидации Двуречанского района, село вошло в состав Купянского района Харьковской области.
С 24 февраля 2022 года, после российского вторжения на Украину, село находится под российским контролем.

## Экономика
- В селе есть машинно-тракторные мастерские.
- Двуречанский райагроснаб, ОАО.
- Частное сельскохозяйственное предприятие «Таволжанское».
- Общество с ограниченной ответственностью «Купянск-Агроинвест»
- Фермерское хозяйство «Инна».
- «АГРОМИР», сельскохозяйственное ЧП.
- Таволжанское сельпо.

## Объекты социальной сферы
- Детский сад.
- Школа.
- Клуб.
- Спортивная площадка.

## Достопримечательности
- Братская могила советских воинов. Похоронено 63 воина, погибших во время Великой Отечественной войны.

## Происхождение названия
По гидронимической версии, село названо по реке Таволжанке, на которой основано. По орнитологической версии происхождения названия, названо по птице таволге (иволге), которые гнездились в округе.